# Пшемисляни (ґміна)
Ґміна Пшемисляни (пол. Gmina Przemyślany) — колишня (1934—1939 рр.) сільська ґміна Перемишлянського повіту Тарнопольського воєводства Польської республіки (1918—1939). Центром ґміни було м. Перемишляни, яке не входило до її складу.

## Історія
1 серпня 1934 року було створено ґміну Пшемисляни у Перемишлянському повіті, до якої увійшли сільські громади: Боршув, Бриконь, Чуперносув, Кросєнко, Ліповце, Ладаньце, Лонє, Майдан Ліповєцкі, Мерищув, Плєтеніце, Пнятин, Сівороґі, Унюв, Ушковіце, Волкув, Випискі, Лагодув (частина).

1934 року територія ґміни становила 177,6 км². Населення ґміни станом на 1931 рік —15 446 осіб. Налічувалось 2 797 житлових будинків.
1940 року ґміна ліквідована через утворення Перемишлянського району.